# Gwen Ruais
Pour les articles homonymes, voir Ruais.
Gwen Ruais de son nom complet, Gwendoline Gaelle Sandrine Ramos Ruais, née le 11 décembre 1989 à Muntinlupa aux Philippines, est un mannequin, animatrice de télévision et personnalité de télé-réalité franco-philippine.

## Biographie
Elle est née d'un père breton et d'une mère philippine. Elle est la petite-fille de Pierre Ruais. Elle obtient un diplôme en gestion d'entreprise, et spécialisé en marketing à l'Université de Southville aux Philippines.
En 2010, Gwen concourt à Binibining Pilipinas 2010 (en) remporté par Venus Raj, elle finit dans le top 10.
En 2011, Gwen Ruais obtient le titre de Miss Monde Philippines, pour l'élection de Miss Monde 2011 et devient 1re dauphine,.
À partir de 2011, elle commence une carrière d'animatrice de télévision sur la chaîne GMA Network. Elle est notamment une des présentatrices de l'édition 2013 du concours Miss Monde. En 2016, elle participe à l'émission de télé-réalité Asia's Next Top Model (saison 4).
En 2021, elle participe à l'émission culinaire française, Le Meilleur Patissier. Elle sera éliminée dès le premier épisode.